# Sänt va're här
Sänt va're här (engelska: WKRP in Cincinnati) är en amerikansk situationskomedi som producerades av MTM Enterprises och sändes av CBS mellan 1978 och 1982.
Serien hade svensk premiär på SVT i juli 1981.

## Handling
Sänt va're här följer den pressade personalen på en radiostation i Cincinnati.

## Rollista i urval
- Gary Sandy – Andy Travis
- Gordon Jump – Arthur Carlson
- Howard Hesseman - Dr. Johnny Fever
- Richard Sanders - Les Nessman
- Loni Anderson - Jennifer Marlowe
- Frank Bonner -  Herb Tarlek
- Tim Reid - Venus Flytrap
- Jan Smithers - Bailey Quarters